# Songhaï
Pour les articles homonymes, voir Songhaï (homonymie).
 (janvier 2016).
Si vous disposez d'ouvrages ou d'articles de référence ou si vous connaissez des sites web de qualité traitant du thème abordé ici, merci de compléter l'article en donnant les références utiles à sa vérifiabilité et en les liant à la section « Notes et références ».
Le songhaï (soŋay en songhaï) ou sonrhaï est une langue nilo-saharienne parlée par 9 millions de locuteurs dans plusieurs pays d’Afrique de l'ouest.

## Répartition géographique
Le songhaï est caractérisé par un faisceau de dialectes, parlés en grande partie le long du fleuve Niger. On le parle aussi à l'ouest dans le delta intérieur au Mali, au Nord du Burkina Faso (Falagountou), dans la partie occidentale du Niger, au nord-ouest du Nigeria et dans le nord du Bénin, plus à l'est dans la région d'Agadez à l'ouest du massif de l'Aïr et dans les oasis d'Ingall. Vers la fin du XIXe siècle un dialecte songhaï appelé Emgadesi a été parlé dans la ville d'Agadez. Enfin, plus au Nord dans les oasis de Tabelbala (en Algérie), on parle une langue qui est songhaï en structure, mais en grande partie arabe et berbère dans son lexique.

## Classification
Le songhaï est classé dans la famille nilo-saharienne. Le rapport du songhaï avec les autres langues de cette famille est cependant contesté certains le rapprochent des langues mandé (appartenant à la famille des langues nigéro-congolaises) avec lesquelles il partage de fortes similarités par la structure alors que d'autres le relie au chamito-sémitique surtout les langues berbères et les langues sémitiques avec qui elle à de fortes ressemblances lexicales, cela ne concernant pas uniquement les empreints classiques aux langues sémitique dont principalement l'arabe mais des champs lexicaux entiers du vocabulaire centrale de la langue, les ressemblances concernent aussi bien le sémitique ancien et récent et le berbère que les langues éthiosémitiques, le couchitique,  l'égyptien ancien. Plus de 1400 entrée chamito-sémitique dont 600 empreints classiques ont été recensés dans les différents dialectes du songhaï, l'hypothèse selon que la langue songhaï est né de la simplification d'une ancienne langue chamito-sémitique signalant surtout berbère et sémitique dans une structure propre au langues nilo saharien est avancée parce que très vraisemblable [réf. souhaitée] .

## Variétés
La base de données linguistique Glottolog possède une famille nommée « Songhay » et classe ses les variétés comme suit (les dialectes sont indiqués entre parenthèses) :
- Songhaï de l'Est :
  - hombori senni (en) (djenne chiini, marensé), parlé aux alentours de Hombori au Mali ;
  - tondi songway kiini, parlé dans plusieurs villages près de Kikara (en) au Mali, à 120 km à l'ouest de Hombori ;
  - koyraboro senni, parlé le long du fleuve Niger des environs de Rharous jusqu'à la frontière nigérienne ;
  - zarma-songhoyboro ciine-dendi :
    - dendi, parlé au nord du Bénin et dans quelques zones frontalières avec ce dernier au Niger et Nigéria ;
    - zarma, parlé dans le sud-ouest du Niger,, ainsi que dans l'ouest du Nigeria ;
      - songhoyboro ciine, variété nord-ouest du zarma, parlée à l'ouest du Nigeria et dans le nord-est du Burkina Faso près de la frontière des deux pays ;
- Songhaï du Nord-Ouest :
  - koyra chiini (djenné chiini, koyra chiini), parlé le long du fleuve Niger à l'ouest de la zone du koyraboro senni ;
  - Songhaï du Nord :
    - korandjé; parlé aux alentours de l'oasis de Tabelbala, dans l'ouest de l'Algérie ;
    - tadaksahak, parlé  dans la zone de Ménaka, au sud-est du Mali ;
    - tagdal (air, azawagh), parlé dans la région de Tahoua au Niger ;
    - tasawaq, parlé dans les alentours d'Ingall au Niger.

La base de données linguistique Ethnologue, Languages of the World ne reconnait pas le tagdal comme une langue songhaï à proprement parler, mais comme un mélange de songhaï et de touareg et propose quant à elle un classement légèrement différent (les codes ISO 639-3 des variétés sont indiqués entre crochets) :
songhaï :
- [kcy]: korandjé
- songhaï du Nord :
  - [dsq]: tadaksahak
  - [twq]: tasawaq
- songhaï du Sud :
  - [ddn]: dendi
  - [hmb]: hombori senni
  - [khq]: koyra chiini
  - [ses]: koyraboro senni
  - [tst]: tondi songway kiini
  - [dje]: zarma